# Pferdelänge

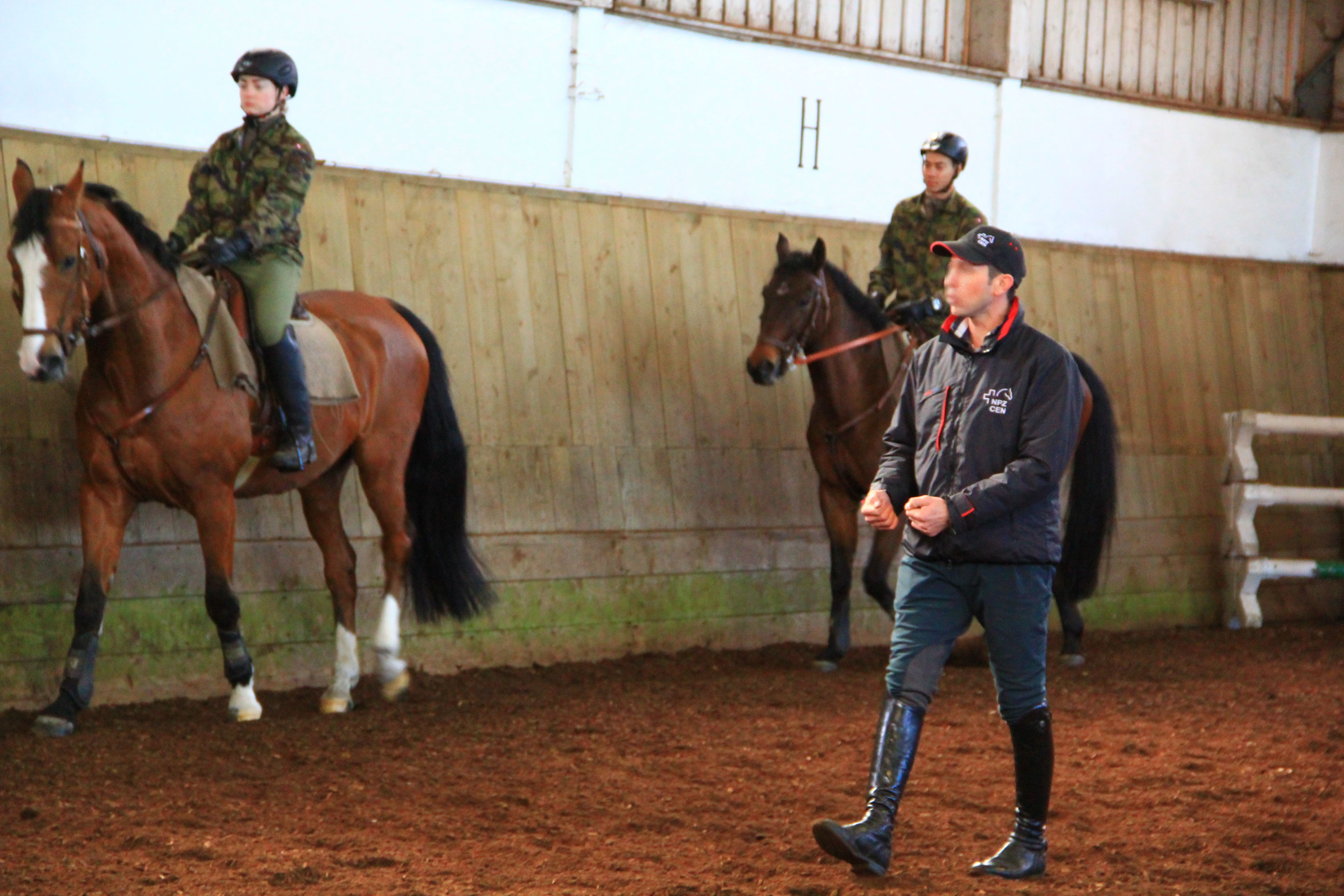
Abteilungreiten mit einer Pferdelänge Abstand, Nationales Pferdezentrum Bern, 2017

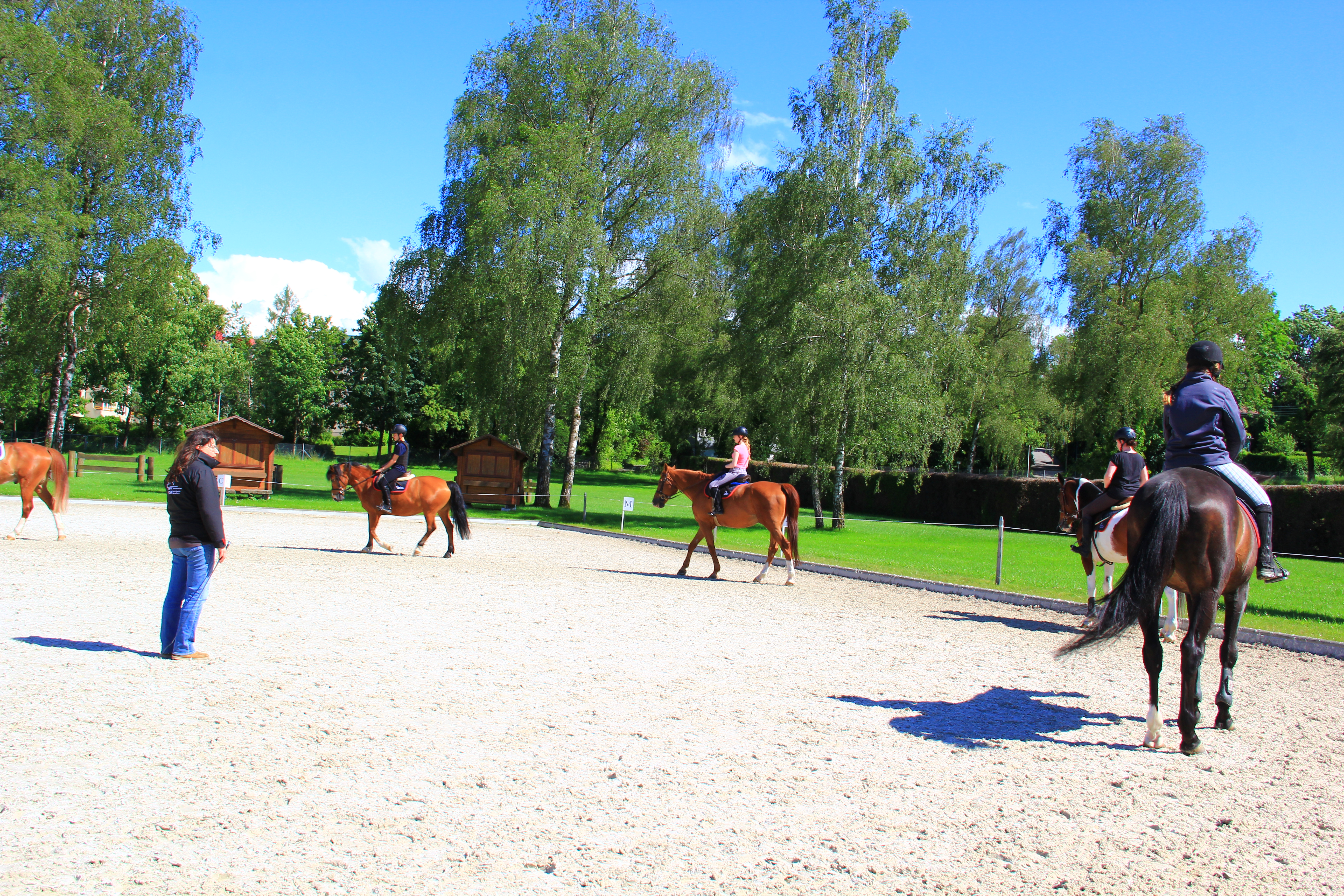
Abteilungreiten mit zwei Pferdelängen Abstand, Bern, 2017

Die Pferdelänge, auch Länge, ist ein Längenmaß, bei dem die Länge von der Pferdenase bis zum Schweif gemessen wird. Die Kopf-Rumpf-Länge eines Pferdes entspricht rund 2,40 m.
Das Maß leitete sich von der Pferdebreite (Breite = 1 Schritt) eines Warmblutpferdes ab. Drei Pferdebreiten ergaben eine Pferdelänge von drei Schritt oder 7 ½ Fuß. Der Schritt wurde mit 2 ½ Fuß gerechnet. Im schwierigen Gelände entsprach eine Pferdelänge vier Pferdebreiten.  In verschiedenen Armeen fand die Pferdelänge bei der Marschordnung, bei Parade- und Kampfaufstellungen Anwendung.
Beim Abteilungsreiten müssen ein bis zwei Pferdelängen Abstand zum vorangehenden Pferd eingehalten. Das heißt, die Sprunggelenke des Vorderpferdes müssen gerade noch über die Ohren des Pferdes hinweg sichtbar sein.
Im Pferderennsport wird das Maß „Länge“ häufig verwendet und beschreibt den Abstand zwischen den Pferden eines Rennens. So kann beispielsweise gesagt werden, dass ein Pferd mit mehreren Längen Vorsprung gewinnt. Ein Beispiel hierfür ist Secretariat, der die Belmont Stakes im Jahr 1973 mit 31 Längen Vorsprung gewann.